# سنتي في العراق
سنتي في العراق: النضال من أجل بناء مستقبل مليء بالأمل (بالإنجليزية: My Year in Iraq: The Struggle to Build a Future of Hope) مذكرات كتبها السفير بول بريمر مدير سلطة التحالف المؤقتة. نُشر في الولايات المتحدة في 9 يناير 2006 ويغطي الفترة ما بين مايو 2003 إلى يوليو 2004. يأخذ بريمر القرّاء عبر صراعه مع قادة العراق لبناء المؤسسات الديمقراطية. كما يصف المفاوضات مع القادة العراقيين لكتابة دستور مؤقت يتضمن ضمانات لحقوق المرأة والأقليات. يشرح بريمر عمله مع السياسيين العراقيين لبناء حكومة مسؤولة وتمثيلية في ظل أجواء من الانقسام وعدم الثقة بين السياسيين العراقيين. كان العرب الشيعة، الذين يشكلون الأغلبية المقموعة منذ زمن طويل في البلاد، يشعرون بعدم الثقة تجاه الأقلية العربية السنية التي كانت تمسك بزمام السلطة لقرون. كان الأكراد في العراق على شفا الانفصال عندما وصل بريمر. كان عليه أن يجد سُنّة مستعدين للمشاركة في النظام السياسي الجديد.
ينقل الكتاب القرّاء من مدينة النجف المقدسة إلى بغداد المحترقة التي يسودها الفوضى؛ ومن غرفة العمليات في البيت الأبيض إلى مقر البنتاغون.
يجادل الكتاب بأن التحالف حل جيش صدام، القوة غير المتوازنة المكونة من مجندين شيعة يخدمون تحت قيادة ضباط سُنّة. وهروب الجنود ورفض الدفاع عن نظام صدام حسين.
يطرح الكتاب عددًا من القضايا المهمة، بما في ذلك القبض على صدام حسين، ومعركة الفلوجة الأولى، وأزمة مقتدى الصدر.